# Muhammed Cham
Muhammed Cham Saračević, noto semplicemente come Muhammed Cham (Linz, 26 settembre 2000), è un calciatore austriaco, attaccante o centrocampista del Trabzonspor e della nazionale austriaca.

## Carriera

### Club
Cresciuto nel settore giovanile del Wolfsburg, da luglio ad agosto 2019 gioca 3 incontri con la squadra riserve, militante nel campionato di Regionalliga. Il 1º settembre 2019 ritorna in patria, quando viene ceduto all'Admira Wacker M. Il 21 agosto successivo esordisce in Bundesliga, in occasione dell'incontro pareggiato per 1-1 contro il St. Pölten. In una stagione e mezza totalizza 18 presenze in campionato. Il 5 ottobre 2020 viene acquistato dal Clermont Foot, che lo gira subito in prestito ai danesi del Vendsyssel. Il 13 luglio 2021 viene prestato per una stagione all'Austria Lustenau, dove si mette in mostra con 14 reti in 29 presenze, contribuendo anche alla vittoria del campionato di seconda divisione. Rientrato alla base, esordisce con il Clermont Foot il 6 agosto seguente, nell'incontro di Ligue 1 perso per 0-5 contro il Paris Saint-Germain. Una settimana dopo, trova anche il suo primo gol con la squadra e in campionato, nella vittoria per 4-2 sul campo dello Stade Reims.

### Nazionale
Ha giocato nelle nazionali giovanili austriache Under-19 ed Under-21.
Nel settembre 2022 viene convocato per la prima volta in nazionale maggiore, con cui esordisce il 25 del mese stesso nella sfida persa per 1-3 in Nations League contro la Croazia.

## Statistiche

### Presenze e reti nei club
Statistiche aggiornate al 2 febbraio 2023.
| Stagione                | Squadra                 | Campionato              | Campionato | Campionato | Coppe nazionali | Coppe nazionali | Coppe nazionali | Coppe continentali | Coppe continentali | Coppe continentali | Altre coppe | Altre coppe | Altre coppe | Totale | Totale |
| Stagione                | Squadra                 | Comp                    | Pres       | Reti       | Comp            | Pres            | Reti            | Comp               | Pres               | Reti               | Comp        | Pres        | Reti        | Pres   | Reti   |
| ----------------------- | ----------------------- | ----------------------- | ---------- | ---------- | --------------- | --------------- | --------------- | ------------------ | ------------------ | ------------------ | ----------- | ----------- | ----------- | ------ | ------ |
| lug.-ago. 2019          | Wolfsburg II            | RL                      | 3          | 0          |                 | -               | -               |                    | -                  | -                  |             | -           | -           | 3      | 0      |
| 2019-2020               | Admira Wacker M.        | BL                      | 16         | 0          | CA              | 1               | 0               |                    | -                  | -                  |             | -           | -           | 17     | 0      |
| ago.-set. 2020          | Admira Wacker M.        | BL                      | 2          | 0          | CA              | 1               | 0               |                    | -                  | -                  |             | -           | -           | 3      | 0      |
| Totale Admira Wacker M. | Totale Admira Wacker M. | Totale Admira Wacker M. | 18         | 0          |                 | 2               | 0               |                    | -                  | -                  |             | -           | -           | 20     | 0      |
| 2020-2021               | Vendsyssel              | 1D                      | 13+9       | 1+1        | CD              | 1               | 0               |                    | -                  | -                  |             | -           | -           | 23     | 2      |
| 2021-2022               | Austria Lustenau        | 1L                      | 29         | 14         | CA              | 2               | 0               |                    | -                  | -                  |             | -           | -           | 31     | 14     |
| 2022-2023               | Clermont Foot           | L1                      | 21         | 4          | CF              | 1               | 0               |                    | -                  | -                  |             | -           | -           | 22     | 4      |
| Totale carriera         | Totale carriera         | Totale carriera         | 98         | 20         |                 | 6               | 0               |                    | -                  | -                  |             | -           | -           | 99     | 20     |

### Cronologia presenze e reti in nazionale
| Cronologia completa delle presenze e delle reti in nazionale ― Croazia | Cronologia completa delle presenze e delle reti in nazionale ― Croazia | Cronologia completa delle presenze e delle reti in nazionale ― Croazia | Cronologia completa delle presenze e delle reti in nazionale ― Croazia | Cronologia completa delle presenze e delle reti in nazionale ― Croazia | Cronologia completa delle presenze e delle reti in nazionale ― Croazia | Cronologia completa delle presenze e delle reti in nazionale ― Croazia | Cronologia completa delle presenze e delle reti in nazionale ― Croazia |
| Data                                                                   | Città                                                                  | In casa                                                                | Risultato                                                              | Ospiti                                                                 | Competizione                                                           | Reti                                                                   | Note                                                                   |
| ---------------------------------------------------------------------- | ---------------------------------------------------------------------- | ---------------------------------------------------------------------- | ---------------------------------------------------------------------- | ---------------------------------------------------------------------- | ---------------------------------------------------------------------- | ---------------------------------------------------------------------- | ---------------------------------------------------------------------- |
| 25-9-2022                                                              | Vienna                                                                 | Austria                                                                | 1 – 3                                                                  | Croazia                                                                | UEFA Nations League 2022-2023 - 1º turno                               | -                                                                      | 62’                                                                    |
| 13-10-2023                                                             | Vienna                                                                 | Austria                                                                | 2 – 3                                                                  | Belgio                                                                 | Qual. Euro 2024                                                        | -                                                                      | 66’                                                                    |
| 26-3-2024                                                              | Vienna                                                                 | Austria                                                                | 6 – 1                                                                  | Turchia                                                                | Amichevole                                                             | -                                                                      | 88’                                                                    |
| 20-3-2025                                                              | Vienna                                                                 | Austria                                                                | 1 – 1                                                                  | Serbia                                                                 | UEFA Nations League 2024-2025 - Play-off                               | -                                                                      | 70’                                                                    |
| 23-3-2025                                                              | Belgrado                                                               | Serbia                                                                 | 2 – 0                                                                  | Austria                                                                | UEFA Nations League 2024-2025 - Play-off                               | -                                                                      | 46’                                                                    |
| Totale                                                                 |                                                                        | Presenze                                                               | 5                                                                      |                                                                        | Reti                                                                   | 0                                                                      |                                                                        |

## Palmarès

### Club

#### Competizioni nazionali
- 2. Liga: 1

Austria Lustenau: 2021-2022